# جولیو کوئستی
جولیو کوئستی (ایتالیایی: Giulio Questi؛ ‏ ۱۸ مارس ۱۹۲۴ – ۳ دسامبر ۲۰۱۴) کارگردان فیلم، فیلم‌نامه‌نویس، بازیگر، تهیه‌کننده فیلم، و تدوین‌گر اهل ایتالیا بود.
از فیلم‌هایی که وی در آن نقش داشته‌است، می‌توان به زندگی شیرین و پرندگان، زنبورهای عسل و ایتالیایی‌ها اشاره کرد.